# Estación Monte Buey
Monte Buey es una estación ferroviaria ubicada en la ciudad del mismo nombre en el Departamento Marcos Juárez, Provincia de Córdoba, Argentina.
Fue inaugurada el 31 de marzo de 1910 por el Ferrocarril Central Argentino.

## Servicios
La estación corresponde al Ferrocarril General Bartolomé Mitre de la red ferroviaria argentina. No presta servicios de pasajeros ni de cargas. Sus vías e instalaciones están concesionadas a la empresa de cargas Nuevo Central Argentino.